# Лазарет Елы-Бахчи
Лазарет «Елы-Бахчи» (1914 г.) располагается по адресу: Алушта, ул. Ленина, 2. Памятник архитектуры местного значения, поставлен на учет решением Крымского облисполкома от 1990 г.

## История
Статус города Алуште был присвоен 31 мая 1902 г. высочайшим манифестом императора Николая II. С этого дня начинается новая страница в истории южнобережной здравницы. Как и все курортные поселки южного берега Крыма, Алушта испытывала проблему нехватки земли. Возникший на месте крепости Алустон городок был окружен со всех сторон горами и морем. Кроме этого, более или менее пригодная для строительства прибрежная полоса принадлежала частным владельцам и городским властям. Для развития инфраструктуры города приходилось идти на огромные затраты, связанные с выкупом новых территорий. И хотя владельцы земель близ набережной откликались на просьбы городской управы и позволяли проводить на их территории городские увеселительные и благотворительные празднества, проблему в целом это не решало.

### Постройка гостиницы
В июне 1913 года за 129 тыс. руб. у двух владельцев Розенштейна и Касабова городское управление приобретает для Алушты прекрасный земельный участок, большую часть которого занимал сад с поэтическим названием «Елы-Бахча», что в переводе с тюркского, означало «Сад у моря». На садовые ворота прикрепили табличку с надписью «Эльдорадо» и вскоре в саду состоялось благотворительное городское гулянье с балом и концертом в пользу приюта «Ясли», а с 10 июня 1914 г. в саду уже играл полковой оркестр 52-го Виленского пехотного полка.
Однако кроме сада город нуждался в хорошей, соответствующей требованиям времени гостинице. Тем более что в 1913 г. на Всероссийской выставке в Санкт-Петербурге Алушта получила серебряную медаль за заботы по улучшению климатолечения. Городское управление принимает решение построить «имиджевую» гостиницу, которая станет практически визитной карточкой Алушты. Согласно смете, строительство 3-х этажного здания (самого высокого в городе до конца 1940-х годов) должно было обойтись в 188 тыс. рублей.
Начатое в 1913 году строительство предполагалось закончить в 1915 году. Здание должно было отвечать требованиям гигиены, иметь общественную столовую, библиотеку. На первом этаже предполагалось разместить 16 магазинов, на втором и третьем этажах — 96 комнат. Кухня, ванная и прочие подсобные помещения должны были располагаться в подвальном помещении. Планировка здания отличалась простотой и изяществом. Каждая комната имела выход во внутренний коридор и сообщалась с тремя лестничными клетками для быстрейшего выхода из здания. Кроме того, все магазины, расположенные со стороны теперешней улицы Ленина, имели непосредственные выходы наружу, а помещения цокольного этажа — во двор. Все номера предполагаемой гостиницы имели балконы с прекрасным видом на горы и море.
Строительными работами руководил алуштинский архитектор Е. С. Исакович. Красивый купол, покрытый фабричной чешуей, и прочие кровельные работы исполнил подрядчик Я. М. Чумаченко. Паркетные полы в номерах и коридорах выполнил подрядчик плотницких работ Л. Ф. Харитонов; печи, способные держать тепло в течение 36 часов, — житель Алушты И. И. Чуваев. Отопление было сделано по системе профессора С. Д. Лукашевича, создателя отопительной системы Массандровского дворца. Штукатурные, лепные работы, лестницы и балюстрады были выполнены Фридрихом фон Гиммельстиериом, имевшим фирму в Ялте. Одновременно шла закладка сада и оранжереи.

По окончании постройки доходный дом «Елы-Бахча» предполагали передать в аренду местному купцу Ш. Файнбергу. На плечи последнего ложилось содержание здания, сада, оранжереи, пляжа и ежегодная выплата Городскому управлению 18 тыс. рублей аренды. Срок аренды заканчивался в 1920 году.

### Организация лазарета, использование как общественного здания
Однако I мировая война внесла свои коррективы в судьбу здания. Уже в 1914 году, в еще недостроенном здании разместился лазарет для солдат. В этом лазарете часто работали бывшие служащие императорского двора, да и сами Великие княгини часто служили в них сестрами милосердия.
Являясь членом Союза городов, возникшего во время войны для решения насущных проблем, Алушта Собранием уполномоченных 19 июня 1915 года сдает за 15 тыс. рублей в год здание «Ялы-Бахчи» в аренду Союзу городов для обустройства там лазарета.
Февральские революционные события снова меняют судьбу здания. В нём устраивают давно ожидаемую гимназию, вскоре в нем размещается и Алуштинский Совет. Постепенно вся культурная жизнь Алушты сконцентрировалась в этом здании. В нем работала библиотека, в которой были книги на самый изысканный вкус. В этом же здании был создан первый в городе Музей. В стенах «Елы-Бахчи» проводились знаменитые литературные вечера, происходили такие события как первое знакомство с литературными произведениями. В этом здании впервые прозвучала «Неупиваемая чаша» И. С. Шмелева.
Как гостиница здание функционировало до 1927 года. Именно в этом году жителям ЮБК пришлось пережить ужас землетрясения. Курортный сезон в том году не состоялся. Люди, находящиеся на отдыхе, собрались уезжать. В саду «Елы-Бахчи», прямо на земле, ночевали люди в ожидании транспорта. 

### Организация санатория
Само здание выдержало испытание стихией, рухнули только лестничные марши. Вскоре здание отремонтировали, и оно получило новое название — санаторий «Горняк», затем «Красное Криворожье». В 1932 году у здравницы появился садовник Русанов И. Н., усилиями которого сад санатория обрел славу красивейшего в округе.
С началом Великой Отечественной войны здание снова становится госпиталем. Во время оккупации немецкая администрация, отметив его преимущества, избрала его своей резиденцией. К счастью, здание не было взорвано при отступлении и вскоре после войны снова стало функционировать как санаторий. К середине 50-х годов санаторий обслуживал более 4-х тысяч отдыхающих в год.
Полная реконструкция во второй половине 50-х годов изменила облик здания. Фасад украсили колонны, открытые балконы, а со стороны моря появились веранды для климатолечения. В 1959 году осуществили попытку укрупнения здравницы — произошло объединение санатория «Красное Криворожье» с санаторием «Метро». Именно в эти годы здание получает новое название «Курортная поликлиника».
В 1965 году здание ставят на капитальный ремонт, затянувшийся почти на два года. Отремонтированная, оснащенная новым оборудованием Курортная поликлиника часто становится базой для проведения конференций по медицине, учебы медицинского персонала, для внедрения новых практик лечения. Так, в 1982 году, прошла научная конференция под руководством А. В. Шахназарова по проблеме полноты. В курортной поликлинике началось лечение больных ожирением. Курортная поликлиника становится главным консультационным пунктом и лечебным центром города. В 1981 году поликлиника приняла на отдых и лечение более 20 тысяч человек.
Неоднократный победитель различных соревнований местного, республиканского и Всесоюзного уровня, здравница славилась своими прекрасными специалистами-новаторами. Гибкость, способность ощущать перемены и учитывать обстоятельства позволила коллективу выжить даже в трудные перестроечные годы. Поменяв название на звучное «Альбатрос», коллектив одним из первых ввел платные услуги для приезжих, которые долгие годы не имели возможности получать такие услуги, не являясь курсовочниками.
Решением Крымского облисполкома, здание «Бывшего Лазарета „Елы-Бахчи“» было поставлено на учёт.

### Современное состояние
С 2001 года здание главного корпуса, входящего в состав комплекса «Санаторий „Альбатрос“», арендует предприятие ООО «Кронос». При проведении в 2002 г. технического обследования здания корпуса санатория «Альбатрос» ГПИИ «Крым НИИ проектреконструкция» было установлено обветшание и несоответствие основных несущих конструкций требованиям к зданиям, возводимым в районах с повышенной сейсмической опасностью. На основании технического заключения возникла потребность проведения работ по реконструкции и реставрации здания.
В 2002—2003 году был разработан проект Реконструкции и расширения комплекса «Альбатрос».
За счёт собственных средств предприятием ООО «Кронос» выполнена реконструкция корпуса с целью сохранения здания от разрушения, улучшения внешнего вида, благоустройства парковой и пляжной зон.
При реконструкции памятника были выполнены работы по усилению несущих конструкций здания, устройство лифтовых шахт, восстановление утраченных элементов террасы на фасаде со стороны моря и ограждения в уровне мансардного этажа, кровли и отделки интерьеров.
На территории прилегающего к зданию парка были демонтированы здания и сооружения, возведенные в период эксплуатации территории санаторием и дисгармонирующие по отношению к памятнику; построен бассейн в южной стороне парка с площадками для отдыха по периметру чаши бассейна; покрытия площадок из диоритной плитки на песчаном и бетонном основании; озеленение участка с посадкой хвойных и лиственных деревьев, кустарников; цветники; существующие зеленые насаждения санированы, дикая поросль удалена, кустарники декоративно острижены.